# Erica australis
El brezo rubio  (Erica australis) es una especie  de la familia de las ericáceas. Mata arbustiva de 1 a 1,5 m de altura de hojas lineares de 3 a 6 mm, dispuestas en verticilos. Flores en grupos en los extremos de las ramillas. Corola rosada de 5 a 9 mm de longitud. Florece a finales de invierno y comienzos de primavera coloreando las laderas de las montañas.

## Distribución
Cubre grandes extensiones llamadas brezales en las montañas silíceas, Montes de León, Ancares, Cordillera Cantábrica,  Sanabria,   Picos de Urbión, Sierra de la Demanda,  Sistema Central. Este matorral suele ser monoespecífico debido a las sustancias alelopáticas que inhiben la germinación de las semillas de otras plantas. Generalmente supone el estado de degradación por medio de fuego de los robledales de roble albar y marojo, de pinares albares de montaña y de abedulares, así como de hayedos acidófilos.
Existen dos subespecies Erica australis subsp. australis distribuida por el Sistema Central en bosque mediterráneo con jarales secos y Erica australis subsp. aragonensis distribuida por el Sistema Ibérico, Cordillera Cantábrica y Sistema Central más de zona alta, lluviosa y fría.
Se trata de un endemismo que ocupa la mitad occidental peninsular y no, como se cree, de África.

## Hábitat
Parece requerir suelos pobres y superficiales. Una de las características más peculiares de este brezo es la formación de gruesas cepas basales que a veces alcanzan los 50 cm de diámetro. Dicha cepa, que los botánicos llaman lignotubérculo consiste en un dilatado engrosamiento de la parte superior de la raíz. En su superficie se origina un auténtico banco de yemas que rebrotan con renovado vigor cuando se quema la parte aérea de la planta. Tras el incendio, la cepa rebrota con fuerza, dando lugar además a la profusa floración de la planta. Los dilatados brezales de las montañas leonesas (donde se conoce como "urz" o "urce") resultan de una acción repetida del fuego.

## Taxonomía
Erica australis  fue descrito por Carlos Linneo y publicado en Mantissa Plantarum 2: 231.
Etimología
Erica: nombre genérico que deriva del griego antiguo ereíkē (eríkē); latínizado erice, -es f. y erica = "brezo" en general, tanto del género Erica L. como la Calluna vulgaris (L.) Hull, llamada brecina.
australis: epíteto geográfico que significa "del sur".
Sinonimia
- Erica aragonensis Willk.
- Erica australis subsp. aragonensis (Willk.)
- Erica occidentalis Merino
- Erica pistillaris Salisb.
- Erica protrusa Salisb.
- Ericoides australe (L.) Kuntze[4]

## Nombre común
En España: beredo, bereza, bereza colorá, berezo (6), berezo berejano, berezo castellano colorao, berezo colorado, berezo colorao (4), berezo colorau, berezo machío, berezo morao, berezo negral (5), berezo rojo, berezu, bermejuela, bermejuelo, berozo negrillo, berozo negro, brecina (5), breza colorá, brezo (7), brezo arriero, brezo colorado (4), brezo colorao (3), brezo de flor roja, brezo español (2), brezo morao, brezo negral, brezo negrillo, brezo negro (4), brezo portugués, brezo rojo (4), brezo rubio (3), broza, caraba, carigüela, cepo, chicharro, flor perrita, mermejuela (2), mogariza, perrita (4), tarayuela, urce morada, urs de carbón, urs roja, urs vermeia, urz (2), urz brava, urz de flor roja, urz negral, urz roja, urz rubia, urz sapiega, us, uz, uz negral. El número entre paréntesis indica el número de especies con el mismo nombre común. 